# Gladsheim
Gladsheim (Glaðsheimr, ”den glansfulla världen”) är enligt eddadikten Grímnismál namnet på den nejd i Asgård där Valhall är belägen. Men enligt Gylfaginning i Snorres Edda är Gladsheim ett hov som gudarna lät uppföra på Idavallen i Asgårds mitt. Detta var deras första verk sedan Asgård hade byggts, skriver Snorre Sturlasson. Hovet var helt och hållet som av guld alltigenom. Där fanns tolv högsäten åt gudarna, förutom Allfaders  eget högsäte, som var det yppersta av de alla. Vid sidan om hovet byggdes också en harg åt gudinnorna.

## Källtexterna

### Grímnismál
Gladsheim omtalas som den femte himmelska gudaboningen i Grímnismál 8–10. Den första strofen nämner Gladsheim som nejden kring Valhall; de två andra beskriver Valhall:
| 8 Glaðsheimr heitir inn fimmti, þars in gullbjarta Valhöll víð of þrumir; en þar Hroftr kýss hverjan dag vápndauða vera. 9 Mjök er auðkennt, þeim er til Óðins koma salkynni at séa; sköftum er rann reft, skjöldum er salr þakiðr, brynjum um bekki strát. 10 Mjök er auðkennt, þeir er til Óðins koma salkynni at séa: vargr hangir fyr vestan dyrr, ok drúpir örn yfir. | Översättning Björn Collinder: Gladsheim är den femte, där grundfast står gullglänsande, vidsträckta Valhall: där väljer sig Hropt för varje dag män som ha stupat i strid. – Alla som komma till Odins boning känna igen den genast: sköldtäckt, med spjut till sparrar är huset, bänkarna strödda med brynjor. – Alla som komma till Odins boning känna igen den genast: det hänger en varg väster om porten, en örn sitter lutad däröver. | Översättning Åke Ohlmarks: Vid Glansheim, den femte, guldskimrande vida Valhallen ståndar, dit Roparn hämtar var rodnande dag män som för svärd segnat. – Enkel att finna är Odins hall för den hans salar vill se; med spjutskaft till sparrar, spåntak av sköldar, brynjor på bänkarna strödda. – Enkel att finna är Odins hall för den hans salar vill se; en varg hänger väster om dörrn, en örn böjer hals där över. |  |

Hroptr (”Roparen” i Ohlmarks översättning) är ett heite för Oden. Beträffande ordet vargr i sista strofen menar Anne Holtsmark att det nog bör tolkas bokstavligt. Vargr är visserligen ett noaord för ulv, men det finns ingen anledning att tro att det just är noaordet som avses här. En vargr är en ogärningsman, och ”en galge tillhörde en hövdings gård”. Det är en hängd förbrytare som dinglar i galgen: Oden är inte för inte ”de hängdas gud” (Hangaguð, Hangatýr).

### Gylfaginning
Enligt Snorre Sturlasson, Gylfaginning, kapitel 14, samlades gudarna på Idavallen för att bygga Gladsheim, och detta var deras första skapelseverk sedan Asgård hade byggts:
| Var þat hit fyrsta þeira verk at gera hof þat er sæti þeira standa í, tólf ǫnnur en hasætit þat er Alfǫðr á. Þat hús er bezt gert á jǫrðu ok mest. Allt er þat útan ok innan svá sem gull eitt. Í þeim stað kalla menn Glaðsheim. Annan sal gerðu þeir, þat var hǫrgr er gyðjurnar áttu, ok var hann allfagr. Þat hús kalla menn Vingólf. | Deras första verk var att bygga ett hov där deras högsäten skulle stå, tolv stycken och så det högsätet som är Odens. Det huset är det största och mest välbyggda på jorden. Både utan och innan är hela huset som rent guld. Det stället kallar man Gladsheim. De byggde en sal till, det var gudinnornas helgedom och den var mycket praktfull. Det huset kallas Vingolf. |  |

I Uppsala-Eddan (DG 11, 4°) stavas Glaðsheimr utan genitiv-s, alltså Glaðheimr. Ordet kan då översättas ”den glada världen” eller ”glädjens värld”. Vingólf kallas i Uppsala-Eddan Vindglóð, vilket antas vara en förvanskning. Ordet gyðjur, som här översätts gudinnor, kan också betyda prästinnor, vilket är det ord som Björn Collinder valde i sin översättning av Snorres Edda. Snorres skildring tycks inspirerad av kulten på en hövdingagård.

## StjärnbildenGlaðsheimr
Enligt mytologen Finnur Magnússon, och senare Sigurd Agrell, skulle den himmelska gudaboningen Glaðsheimr motsvara Vädurens stjärnbild.